# Echi d'infinito
Echi d'infinito è un singolo della cantante pop italiana Antonella Ruggiero, pubblicato il 2 marzo 2005 dall'etichetta discografica dell'artista Liberamusic, distribuito da Universal.
Il brano è stato scritto da Mario Venuti insieme a Kaballà ed è stato presentato dalla cantante al Festival di Sanremo 2005, partecipando nella categoria "Donne" e risultandone la vincitrice, venendo ammessa alla fase finale della gara insieme ai vincitori delle altre categorie. È infine risultata terza nella classifica generale del Festival, alle spalle del vincitore Francesco Renga e di Toto Cutugno e Annalisa Minetti. Durante la serata dei duetti, l'artista ha reinterpretato il brano con l'intervento alle chitarre di Frank Gambale e Maurizio Colonna.
La canzone è stata inserita nell'album Big Band!, uscito nella settimana del Festival.

## Tracce
1. Echi d'infinito – 3:27

## Classifiche
| Paese  | Posizione raggiunta |
| ------ | ------------------- |
| Italia | 22                  |